# ジト・ルヴンボ
ジト・アンドレ・セバスティアン・ルヴンボ（ポルトガル語: Zito André Sebastião Luvumbo、2002年3月9日 - ）は、アンゴラ・ルアンダ州ルアンダ出身のサッカー選手。カルチョ・コモ所属。アンゴラ代表。ポジションはFW。

## クラブ歴
CDプリメイロ・デ・アゴストの下部組織出身。2019年2月にはマンチェスター・ユナイテッドFCのアカデミーのトライアルに参加。マンチェスター・ユナイテッドのみならずウェストハム・ユナイテッドFCやFCバルセロナも獲得に乗り出していると報じられた。
2020年9月26日、カリアリ・カルチョと5年契約を締結したことが発表された。

## 代表歴
アンゴラU-17代表としてアフリカ U-17ネイションズカップ2019に出場し3位、2019 FIFA U-17ワールドカップにも参加した。
2019年8月にはA代表に招集され、9月のガンビア代表戦で初出場を記録した。